# Muhibbe Darga
Muhibbe Darga (* 13. Juni 1921 in Istanbul; † 6. März 2018 ebenda) war eine türkische Archäologin und ordentliche Professorin an der Universität Istanbul.

## Leben
Darga war die Enkelin von Sultan Abdülhamids Kämmerer Darugazade Mehmet Emin Bey, der auch als Dichter und Übersetzer der Romane Jules Vernes vom Französischen in das Türkische bekannt war.
Darga wurde von französischen Gouvernanten erzogen und wuchs in einem bildungsbürgerlichen und weltoffenen Haushalt auf. Sie besuchte Schulen in Paris und Istanbul. Ihr Vater Ahmet Sait war Arzt und aufgrund dessen Verpflichtungen reiste die Familie in den 1930er-Jahren viel durch Anatolien.
Darga studierte Anfang der 1940er-Jahre an der Universität Istanbul Hethitologie bei Arif Müfid Mansel und Helmuth Theodor Bossert und beendete 1943 erfolgreich ihr Studium. Nach Bosserts Entdeckung von Karatepe-Arslantaş wurde Darga Ende der 1940er-Jahre seine Assistentin am Institut für alte Sprachen und Kulturen Kleinasiens. 1947 promovierte sie. Nach Forschungsaufenthalten in Deutschland und Frankreich konzentrierte sich Darga auf Philologie und forschte zu hethitischen Hieroglyphen und der Sidetischen Sprache. Außerdem habilitierte sie. In ihrem Buch Frauen in Anatolien untersuchte sie die Situation der Frauen in ihrem Land und in der hethitischen Kunst. Außerdem arbeitete sie zwischen 1950 und 1959 regelmäßig in Schulen in Anatolien und unterrichtete Geschichte, Kunstgeschichte und Französisch. 1973 wurde sie ordentliche Professorin an der Universität Istanbul.
Nach der Teilnahme an mehreren Ausgrabungen in den 1970er-Jahren wurde sie Ausgrabungsleiterin in Şemsiyetepe im Südosten der Türkei. Nach mehr als zehn Jahren Arbeit dort arbeitete sie in der antiken phrygisch-hethitischen Stadt Dorylaion bei Eskişehir in Zentralanatolien.
Ab 1983 leitete sie den Fachbereich für Antike Sprachen und Kulturen ihrer Universität.
Sie starb im März 2018 im Alter von 96 Jahren in Istanbul.

## Mitgliedschaften
Darga war Mitglied des Türk Tarih Kurumu und korrespondierendes Mitglied des Deutschen Archäologischen Instituts.

## Veröffentlichungen
- Karahna şehri kült-envanteri: Keilschrifturkunden aus Boghazköi XXXVIII 12. İstanbul Üniversitesi Edebiyat Fakültesi, Istanbul 1973
- Puduḫepa: an Anatolian queen of the thirteenth century B.C. Türk Tarih Kurumu Basimevı, Ankara 1974
- Eski Anadoluda kadın. İstanbul Üniversitesi, Edebiyat Fakültesi, Istanbul 1976
- Hitit mimarlığı. İstanbul Üniversitesi Edebiyat Fakültesi, Istanbul 1985
- Karatepe azatıwattaya kalesının çanak çömlek buluntulari. Istanbul 1986
- Hitit sanatı. Akbank, Istanbul 1992
- Kazı başkanının karavanası: arkeolojinin delikanlısından yemek tarifleri. Can, Istanbul 2010
- Anadolu´da Kadın. On Bin Yıldır Eş, Anne, Tüccar, Kraliçe (Yapı Kredi Yayınları 3779), Istanbul 2013, ISBN 978-975-08-2426-5